# اویکو استرالیس
اویکو استرالیس (انگلیسی: Iveco Stralis) یک کامیون سنگین است که توسط سازنده ایتالیایی اویکو از سال ۲۰۰۲تا کنون تولید می‌شود. استرالیس جایگزین مدل های اویکو یورواستار شد. این کامیون قابلیت حمل تا ۴۴ تن را داراست.